# Troicko-pecsorszki járás

A Troicko-pecsorszki járás Komiföldön

A Troicko-pecsorszki járás (oroszul Троицко-Печорский район, komi nyelven Мылдін район) Oroszország egyik járása Komiföldön. Székhelye Troicko-Pecsorszk.

## Népesség
- 2002-ben 17 610 lakosa volt, melynek 59%-a orosz, 27,8%-a komi, 6,1%-a ukrán 1,9%-a fehérorosz, 0,7%-a német, 0,6%-a tatár.
- 2010-ben 13 925 lakosa volt, melynek 63,9%-a orosz, 26,2%-a komi, 4,3%-a ukrán, 1,4%-a fehérorosz, 0,5%-a német, 0,5%-a tatár.